# Münster-Arkaden
De Münster-Arkaden (eigen schrijfwijze: MÜNSTER ARKADEN) is een winkelcentrum aan de Ludgeristrasse in de directe omgeving van de historische Prinzipalmarkt in Münster.

## Geschiedenis
De naam van het winkelcentrum zou een verband moeten suggereren met de arcades van de Prinzipalmarkt, hetgeen kritiek veroorzaakte aangezien het hier om een zuilengalerij handelt door het ontbreken van de ronde bogen. Het ontwerp is afkomstig van het architectenbureau Kleihues + Kleihues uit Dülmen.
De eerste bouwfase met een oppervlakte van ongeveer 10.000m² werd 17 mei 2005 geopend, de tweede fase op 26 oktober 2006. Het centrum heeft een verkoopvloeroppervlakte van 23.600m², verdeeld over vier verdiepingen en een totale oppervlakte van meer dan 56.000m². Het herbergt horeca, winkels en het binnenstadfiliaal van de Sparkasse Münsterland Ost, die 7.600m² inneemt.
De Sparkasse is de initiatiefnemer van het project en heeft er zo'n 105 voor miljoen euro in geïnvesteerd. Andere ankerhuurders waren de boekwinkel Thalia, de kledingketen Esprit, de elektronicawinkel Saturn, de drogisterij DM, de biologische supermarkt SuperBioMarkt en kledingwinkel Peek & Cloppenburg . In de zomer van 2013 waren alle winkels verhuurd. In 2015 liepen de eerste huurcontracten af tien jaar na de opening van de Münster Arkaden. Zo nam Superdry de winkelruimte van Esprit over.
Nog voor de opening van de tweede bouwfase op 26 oktober 2006 verkocht de Sparkasse Münsterland Ost de Münster-Arkaden voor ongeveer 165   miljoen euro aan het Portugese bedrijf Sonae Sierra, dat naar eigen zeggen de op een na grootste exploitant van winkelcentra in Europa is.
Eind 2010 kondigde Sonae Sierra aan dat zij zich terug wilde trekken uit de aankoop van de Münster-Arkaden, aangezien de Sparkasse, anders dan verzekerd, niet het auteursrecht op het ontwerp had en dit dus ook niet kon overdragen. Sonae Sierra wilde onder meer de opstelling van de roltrappen veranderen, hetgeen door de architecten geweigerd werd onder verwijzing naar hun auteursrecht. De Sparkasse betwistte deze opvatting. Dit juridische geschil is nu beslecht.
Eind november 2012 werd bekendgemaakt dat de Münster-Arkaden vanaf 1 januari 2013 eigendom zijn van de investeerder Aachener Grundvermögen.  Het gebouw is aangekocht voor bijna 200 miljoen euro. Het centrumbeheer zal echter in handen blijven van Sonae Sierra, die het pand verkocht om kapitaal vrij te maken voor nieuwe projecten.
Aachener Grundvermögen, dat reeds zes andere hoogwaardige panden in Münster bezit, streeft een investeringsstrategie op lange termijn na en niet een wederverkoop van het gebouw op korte termijn.
In 2012 telde de Münster-Arkaden 11,8 miljoen bezoekers.
Ondanks de gelijkenis in naam, is er geen verband tussen de Münster-Arkaden en de verschillende "Arcaden"-winkelcentra van de firma Unibail-Rodamco-Westfield Germany (bijv. Köln Arcaden, Düsseldorf Arcaden, Gera Arcaden).